# PlayStation Portable go
PlayStation Portable go（プレイステーション・ポータブル ゴー、略称: PSP go）は、ソニー・コンピュータエンタテインメント（略: SCE） が2009年10月1日に発売した携帯型ゲーム機。
PlayStation Portable (PSP) からUMDドライブを省いた機種であり、次世代機ではなくPSPの姉妹機にあたる。記録媒体はメモリースティック マイクロ (M2)と本体内蔵のフラッシュメモリのみ、利用できるソフトウェアはダウンロード販売経由に限定されている。

## 歴史
- 2009年
  - 6月2日 - PlayStation Portable go  (PSP go) 発表[3]、アメリカで開かれたコンピュータゲーム見本市であるElectronic Entertainment Expo (E3) にて。
  - 10月1日 - 欧米で発売[4]。
  - 11月1日 - 日本国内発売。
- 2010年
  - 10月25日 - 日本国内にてPSP go、発売1年で1万円値下げ[5]。
- 2011年
  - 4月20日 - 日本国内にてPSP go出荷完了[6]。

## ハードウェア
『様々なコンテンツをより手軽に持ち出せる』ことに着眼し、開発された。大半の機能は従来のPSPと変化はないが、以下の点に変更が加えられている。
薄型・軽量化
ユニバーサル・メディア・ディスク (UMD) ドライブを廃止し、本体の大幅な薄型・小型化が図られた（デザインは従来のPSPと異なり矢野賢が担当）。液晶ディスプレイは解像度を480×272に据え置きのまま従来の4.3型から3.8型になった。本体の大きさも初代PSPと比較して50%小さく、40%の軽量化が図られた。
16ギガバイトのフラッシュメモリを搭載
ディスク交換をせずに多くのコンテンツを楽しむことができるようになった。また、インターネットを通じてゲームソフトの購入やダウンロード・ゲームのプレイが全て一台で行えるようになった。
UMDドライブが廃止されたことで、ゲームを含む全てのコンテンツはインターネット上にあるPlayStation Storeを通じてダウンロードをして購入することになる。購入にはPSP go本体からに加えて、従来型のPSP-1000/2000/3000と同様にPlayStation 3（PS3）やコンテンツ管理ソフトウェアである『Media Go』が導入されたパソコンでも行える。
なお、2016年3月31日でPlayStation Portable向けPlayStation Storeのサービスが終了したため、以降は新たなソフトウェアを直接購入することは不可能となる（過去に購入したコンテンツの再ダウンロードや、PCやPS3等でダウンロードしたPSP用コンテンツをUSB経由で転送することは可能）。
Bluetooth規格や携帯電話接続に対応
Bluetooth規格にも対応し、Bluetooth規格に対応したヘッドホンを利用することでワイヤレスでPSP goに保存した音楽や音声を楽しむことができる。対応プロファイルはA2DP、HSP、AVRCP、DUN。
また、PS3のコントローラーを利用してゲームなどの操作を行うことができる。ただしPSP専用ゲームでは、PSPに対応したボタンでしか機能せずLRボタンやアナログレバーはPSPに一つずつしかないため、たとえPS3のコントローラーでも完全に割り振りすることはできない。ゲームアーカイブスで使う場合は、LR2や右アナログレバーなどが有効になり、初代PlayStation同様の機能を持たせることができる。
バージョン6.10にて、ゲームアーカイブスでPS3のコントローラーの振動機能が使えるようになり、PSP go本体のコントローラーとPS3のコントローラーを1P2Pなどへ割り当てることが可能。従来のPSPでは一人用だったがこれにより2P対戦などが可能になった。
また、同じく今回から携帯電話と接続してのインターネット接続ができるようになった。
ソフトウェア
PSP goのみ、ゲームスリープ機能によるゲーム一時停止中にXMBの操作が可能になった。なお、ゲームスリープ機能を使うことによりゲームを中断させたまま、他のゲームをすることが可能である。この機能はプレイ中の状態をそのまま中断静止させるものであり、従来機のようにUMDなどのゲームをセーブポイントまで立ち上がらせて「起動させる」より手軽に遊び直すことができる。また、バッテリー残量がなくなった場合、自動的にこの状態へセーブされる。
従来機にあった「バッテリー情報」（0%から100%までの表示）がなく、上の目盛りが三つのバッテリーマークでしか残量を確認することができない。これはPS3以降のDUALSHOCK 3のようなコントローラーと同じ仕様である。
システムアップデート
従来機と同じく本体ソフトウェアをインターネットを利用してアップデートが出来る。しかし、従来機とは別のアップデータとして提供されるため、従来機用のアップデータでアップデートすることが出来ない。
互換性
PlayStation Networkのアカウントは、PSP・PS3とともに共通している。
USB端子が充電と兼用である専用のマルチユース端子となり、既存のPSPのようにA-miniBタイプの汎用USBケーブルでの外部機器との接続は不可能となっている。さらにこの端子は映像出力も同時に行う仕様であるため、PS Vitaの1000型の端子とも異なり、PSP go用映像出力ケーブルの価格をプレミア化させた。
対応メモリースティックには、従来のPSPで利用されてきた「メモリースティック Duo」よりさらに小型の「メモリースティック・マイクロ（M2）」が採用されている。
UMDドライブが廃止されたことで、既存のUMDを用いたPSP用のゲームや映像ソフトが利用できなくなった。そのため、UMDのゲームを本体改造で遊ぶ場合でも、PSP1000/2000/3000をUMD吸出しのために所持する必要がある。UMDのみでダウンロード販売がされていないソフトもあるため、全てのPSP用ソフトがPSP goでプレイできるわけではない。
当初は手元にあるUMDソフトをPSP goでも遊べるようにするプログラムを導入するとしていたが、不正コピーに利用される恐れがあることと「ソフトの著作権上の問題を解決できない」という理由から対応が見送られた。しかし、PSPの次世代型携帯ゲーム機のPlayStation Vitaの発売に伴い2011年12月6日に開始されたUMD Passportによって、手持ちのUMDのIDをPSNアカウントに登録するとダウンロード版を割引価格で買えるようになったため、PSP goでもその恩恵が得られるようになった（2016年3月31日で終了）。なお、UMDのID登録にはUMDドライブを搭載した従来型のPSP-1000/2000/3000が必要である。

## 仕様
PSP goの仕様は以下の通りとなっている。
- CPU
  - クロック周波数：1 - 333 MHz（用途に応じ可変）
- メモリ
  - メインメモリ：64MB
- ディスプレイ
  - 3.8インチ16:9ワイドスクリーンTFT液晶
  - 480 × 272ピクセル 1,677万色
- サウンド
  - ステレオスピーカー内蔵
- 主なI/O
  - ワイヤレスLAN（IEEE 802.11b準拠）（Wi-Fi認証取得）
  - Bluetooth 2.0 (EDR)
  - High Speed USB（USB 2.0準拠）
  - メモリースティック マイクロ (M2)
  - アナログ ビデオアウト
  - マイク
- ボタン、各種スイッチ類
  - 方向キー（上下左右）、アナログパッド　×1
  - △、○、×、□ボタン、L、Rボタン　×1
  - START、SELECT、PSボタン　×1
  - POWER/HOLDスイッチ　×1
  - ワイヤレスLAN（ON/OFF）スイッチ　×1
  - ディスプレイ、サウンド、音量+/-ボタン　×1
- 電源
  - リチウムイオンバッテリー（本体に内蔵）
  - 外部ACアダプター
  - USB充電
- 本体内蔵メモリ
  - 16GBオンボードフラッシュメモリー
- 質量
  - 約158g
- 寸法
  - 約128×16.5×69mm（幅×高さ×奥行き）（最大突起除く）
- プレイステーション・ポータブル go（税込希望小売価格 \26,800円）
  - ピアノ・ブラック、PSP-N1000 PB:2009年11月1日発売。
  - パール・ホワイト、PSP-N1000 PW:2009年11月1日発売。
  - 2010年10月26日より、16,800円へと小売価格を改定[12]。

## 周辺機器

### SCEI製
| 型番                  | 名称                                    | 備考 |
| --------------------- | --------------------------------------- | --- |
| LIP1412               | バッテリーパック                        | 本体内蔵。単体販売はない。 |
| PSP-N100              | ACアダプタ                              | 本体同梱。 |
| PSP-N150              | AVケーブル                              | |
| PSP-N170              | D端子ケーブル                           | |
| PSP-N180              | コンポーネントAVケーブル                | |
| PSP-N270              | Bluetoothステレオヘッドセットレシーバー | |
| PSP-N340              | クレードル                              | |
| PSP-380               | ACアダプタ                              | PSP-3000の本体同梱。クレードルに使用できる。 |
| PSP-N380              | カーアダプタ                            | |
| PSP-N430              | USBケーブル                             | マルチユース端子のUSBケーブル |
| PSP-N440              | コンバーターケーブルアダプタ            | 旧PSP用のワンセグチューナー・ちょっとショット・GPSレシーバーをgoで使用するための変換アダプタ。備え付けられたUSB端子はSCEI純正の周辺機器以外では使用できないことや、充電に対応していないことなどから辛口なレビュアーが多い。出荷完了品。 |
| PSP-N510              | ディスプレイ保護フィルム                | |
| PSP-N520              | プライバシーフィルム                    | |
| PSPJ-15026            | アクセサリーパック                      | メモリースティックマイクロ (M2) 8GBとM2→DuoサイズアダプタとPSPJ-15027とクロスのセット。 |
| PSPJ-15027 PSPJ-15028 | ソフトケース&ハンドストラップ           | |
| CECH-ZC1J             | ワイヤレスコントローラ (SIXAXIS)        | PS3のコントローラ。振動機能なし。 |
| CECH-ZC2J             | ワイヤレスコントローラ (DUALSHOCK 3)    | PS3のコントローラ。振動機能付き。 |
| SCPH-10050            | 電源コード                              | |
| SCZM-92084 SCZM-92085 | ポーチ                                  | |
| SCZM-92086            | 本革ケース&ハンドストラップ             | |

### ソニー製
- メモリースティック マイクロ (M2)
  - MS-Aシリーズ
  - MS-APシリーズ
  - MS-Mシリーズ
  - 他社製のM2も使用可能。

## 売上・評価
あくまでPSPのバリエーションの一つという扱いであり、従来型のPSPと並行して販売されていたため、単純な売上台数の比較はできないが、日本では初日の売上は約3万台でその後の週間売上台数もPSP全体の10%以下が大半となっていた。
これに関しては
- UMDドライブが廃止されたため、従来のPSP利用者は購入済みのタイトル・コンテンツを活用することができない。そのため、新ハードへの買い替えが起きにくかった。
- Bluetoothのオーディオスピーカーの接続は後に登場したPlayStation Vitaでも可能であり、PS Vitaもメディアプレイヤーを搭載している。
- PSPのダウンロード版作品は2008年ごろから作品の追加が本格化したため、それ以前の初期の作品はほぼプレイ不可能に近い。さらに、ダウンロード販売開始後に新規で発売したすべての作品がダウンロードで販売されているわけではなく、引き続きUMDでのみプレイ可能な作品が存在する。
- 購入したソフトを中古売却できない。逆に、中古のUMDソフトが安い場合でもダウンロード版しか購入できない状況が発生する。UMD VideoやUMD Musicも使用不可。
- モンスターハンターポータブルシリーズをプレイする場合に行う特有のコントローラーの持ち方（親指以外で〇△×□ボタンや十字ボタン、スティックを操作する方法）ができない。
- 発売当時のコンピュータゲーム市場ではオンライン機能やダウンロード販売の利用が主流とはなっていない。逆に、インターネット環境が整っていない消費者はフリースポットなどを活用しなければコンテンツ購入自体ができない。そもそも、PSPはインストラクチャーモードのWifiでパブリックサーバーに接続したマルチプレイができないので、PSPシリーズはWifiに接続する需要が薄いのに、PSP goはWifi接続を事実上義務付けしてしまった。
  - ゲームソフトによっては数100MBから、1.0GB近くの大容量に至るのもあり、ダウンロードに要するデータ量の増大で管理が煩雑になる。フリースポットで大規模なデータをダウンロードするには大幅に時間がかかる。
  - 国・地域によっては、ブロードバンドの常時接続を可能とするインフラが整備できていない場合が多い。特に開発途上国や過疎地で顕著である。ナローバンドによるダウンロードは考慮されていないため、在住地によってはダウンロード販売での購入が困難な場合がある。
- ソフト販売に売上を依存するゲーム小売店にとっては存在を否定する商品であり、これらの関係者からの反発も招いた。これは、拡販に苦戦する要因となった。
- AVケーブル、USBケーブルはPSP Go専用のものを使用する必要があるため、非常に高価になる。そのため、五端子（コンポーネント、D映像、S映像、コンポジット、SCART）も別々にPSP-2000番台以降のPSP本体用とも分けて買う必要がある。
- ダウンロード版は2008年以降に発売された全PSP向け作品が対応しているわけではなく、その後に発売された作品もUMDのみしか販売されていないものが存在。
  - 従来のPSP同様にWPA2のWi-Fi電波の接続に対応していない。前述したPS3本体でのPSP作品の購入後に、かなり回りくどい方法を使用しなければダウンロードが不可能である。PS3からPSPにゲームデータを有線で転送する機能もセキュリティ上の都合から不可能になった。
- 従来のPSP-1000/2000/3000型でも、容量の大きいメモリースティック PRO Duoを用意すればダウンロードでのコンテンツ購入およびPSP goの代用は可能。そのため、ダウンロード販売ならではの要素が「PSP goならではの魅力」になりにくかった。そもそも、メモリースティックはDUO型のほうが安価であり、PCにメモリースティックを接続するためのアダプターも簡単に入手できる。
- 初期価格が高価（26,800円）。むしろ、PSP go発売に伴って値下げされた従来のPSPに注目が集まり、PS3本体の価格も2011年に発売されたCECH-3000Aでより安価になってしまった（24,980円）。
- 海外ではPSP goの登場後にさらなる廉価版である「PSP-E1000」がPSP goの発売から2年後程度で発売。
- DUALSHOCK 3の接続にPS3本体が必要になる。（DUALSHOCK 3はスマートフォンやPCへの無線接続を想定した仕様ではない。）
- のちに登場したPS Vita TVは専用ケーブルを購入せずテレビに接続でき、本体単体でDUALSHOCK 3を接続できるうえに、Vita及びVita TVはゲームアーカイブスの全作品、PSP goのダウンロード版作品の8割以上はそのままプレイできるため、さらに需要を失う事態となった。PSPのみに対応した作品は少なく、「ポップンミュージックポータブル」などのUMD系作品のごく少数。PSVita単体でもPSPの作品を高解像度かつ完全な互換性付きでプレイでき、非公式の手段ではあるが、Vita本体を改造せずにUMDから吸い出した作品もプレイできるツールとして「Chovy-sign」などが後に誕生した。

などがアナリストなどから指摘されている。価格に関しては2010年10月26日より16,800円に値下げされ、従来のPSPとほぼ同額となった。その週（2010年10月25日 - 10月31日）の日本での販売台数は3,031台と、前週の924台からは大幅に増加した。しかし、同週の従来型PSPの売上38,874台であり、以後も主流になるには至らなかった。
最終的には、販売台数やPSPの次世代型携帯ゲーム機となるPlayStation Vitaの準備などのため、2011年4月20日に従来のPSPの生産は続けたままPSP goの出荷終了が発表されることとなった。同製品のサポートも部品の確保が難しいという理由で2016年7月末をもって終了することになった。

## 歴代キャッチコピー
- こころは、もっと動く。
- つかいきろう△○×□

### 補足
1. ↑  現社名はソニー・インタラクティブエンタテインメント（略: SIE）。